# Bulls (Super Rugby)

     Teren podlegający Bulls
Bulls – południowoafrykański klub rugby union występujący w lidze Super Rugby. Zespół, znany obecnie pod nazwą Vodacom Bulls, jest aktualnym mistrzem Super 14 - w 2009 roku zwyciężył z nowozelandzką drużyną Chiefs. Drużyna występuje na stadionie Loftusa Versfelda w Pretorii. Franczyza Bulls rozciąga się na Prowincję Gauteng i Prowincję Limpopo. Z tego powodu zespołu nie należy mylić z drużyną Blue Bulls występującą w rodzimej lidze Currie Cup. Co prawda większość zawodników Bulls jest na co dzień graczami Blue Bulls, ale zespół z Super Rugby zasilają również gracze z Falcons z Gauteng.
W drużynie Bulls występuje między innymi Bryan Habana, najlepszy zawodnik 2007 roku. Kapitanem jest Pierre Spies.

## Trenerzy
- 1996: Dr John Williams
- 1997: Kitch Christie
- 1998-99: Eugene van Wyk
- 2000: Heyneke Meyer
- 2001: Phil Pretorius
- 2002: Heyneke Meyer
- 2003: Rudi Joubert
- 2004-07: Heyneke Meyer
- 2008-  : Frans Ludeke

## Kapitanowie

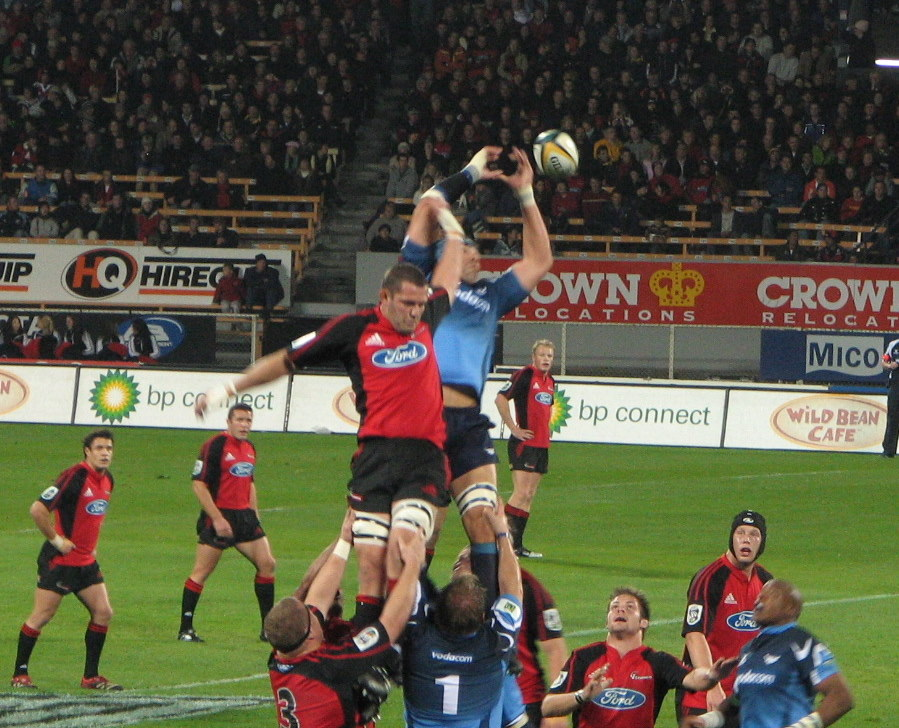
Bulls (w niebieskich koszulkach) vs. Crusaders

- 1996-97: Ruben Kruger
- 1998: Adriaan Richter
- 1999: Schutte Bekker
- 2000: Ruben Kruger
- 2001: Joost van der Westhuizen
- 2002: Chris le Roux
- 2003: Joost van der Westhuizen
- 2004: Victor Matfield
- 2005: Anton Leonard
- 2006-07: Victor Matfield
- 2008: Fourie du Preez
- 2009-11: Victor Matfield
- 2012-: Pierre Spies

## Rekordy i statystyka

### Mecz

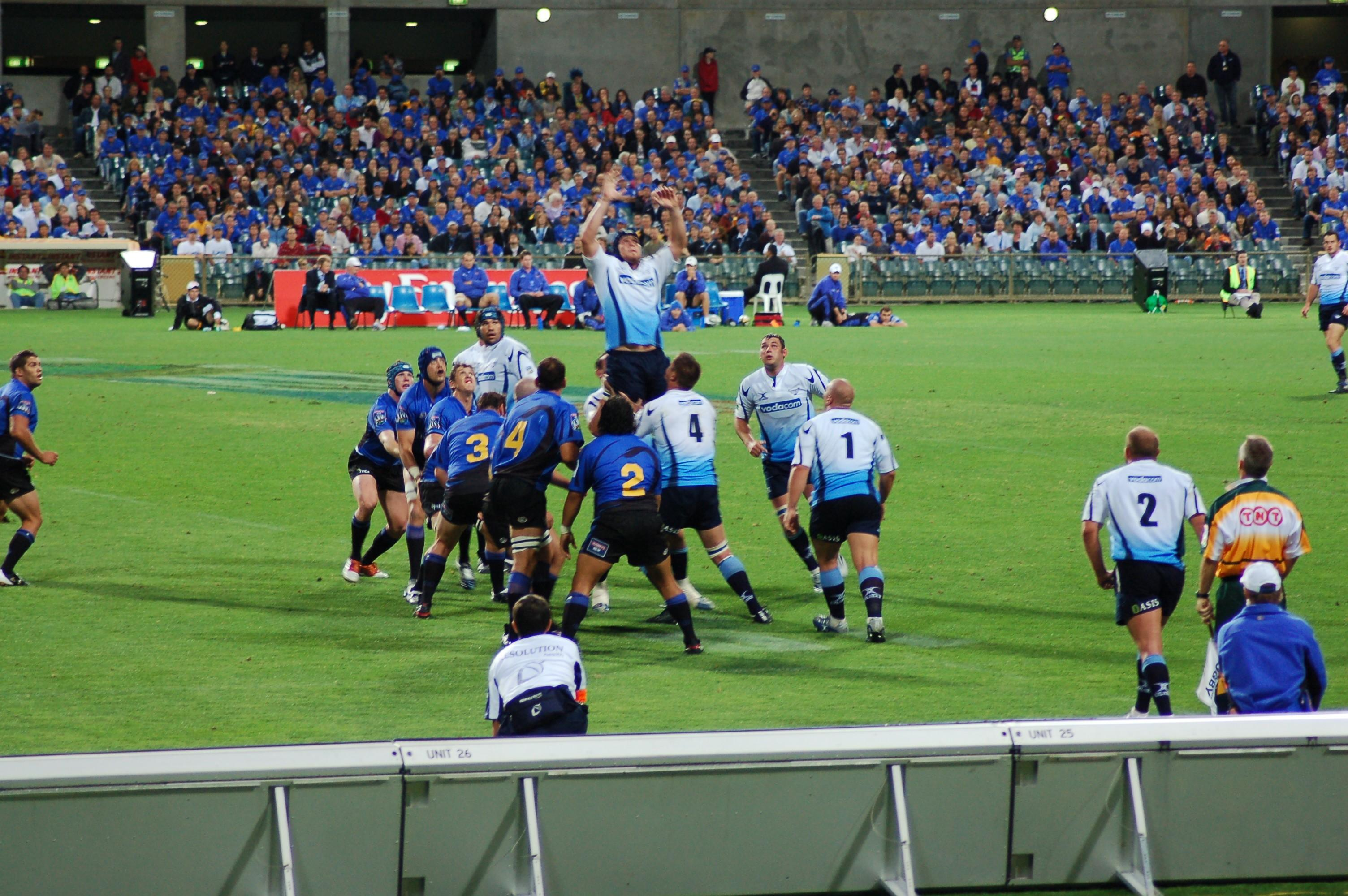
Western Force vs. Bulls (w jasnych koszulkach)

| Rekord                                | Posiadacz rekordu                                |
| ------------------------------------- | ------------------------------------------------ |
| Najwyższe zwycięstwo                  | 92-3 (vs. Queensland Reds, 2007)                 |
| Najwięcej punktów dla                 | 92 (vs. Queensland Reds, 2007)                   |
| Najwyższa porażka                     | 9-73 (vs. ACT Brumbies, 1999)                    |
| Najwięcej punktów przeciwko           | 75 (vs. Crusaders, 2000)                         |
| Najwięcej przyłożeń                   | 13 (vs. Queensland Reds, 2007)                   |
| Najwięcej przyłożeń przeciwko         | 11 (vs. Crusaders, 2000)                         |
| Najwięcej punktów (jeden zawodnik)    | 35 - Morné Steyn (vs. Stormers, 2005)            |
| Najwięcej przyłożeń (jeden zawodnik)  | 3 - Fourie du Preez (vs. Cats, 2004)             |
| Najwięcej podwyższeń (jeden zawodnik) | 11 - Derick Hougaard (vs. Queensland Reds, 2007) |
| Najwięcej karnych (jeden zawodnik)    | 7 - Jannie de Beer (vs. Highlanders, 2000)       |
| Najwięcej drop-goali (jeden zawodnik) | 4 - Morné Steyn (vs. Crusaders, 2009)            |

### Indywidualne
| Rekord                         | Posiadacz rekordu                |
| ------------------------------ | -------------------------------- |
| Najwięcej występów             | 51 - Victor Matfield (2001-2005) |
| Najwięcej punktów              | 156 - Casper Steyn (1998-2001)   |
| Najwięcej przyłożeń            | 17 - Frikkie Welsh (2000-2004)   |
| Najwięcej podwyższeń           | 25 - Derick Hougaard (2003-2005) |
| Najwięcej karnych w sezonie    | 31 - Jannie de Beer (2000)       |
| Najwięcej drop-goali w sezonie | 7 - Louis Koen (2003)            |

### Sezon
| Rekord                                | Posiadacz rekordu            |
| ------------------------------------- | ---------------------------- |
| Najwięcej punktów                     | 435 (15 spotkań, 2007, 2009) |
| Najwięcej punktów (jeden zawodnik)    | 189 - Morné Steyn (2009)     |
| Najwięcej przyłożeń                   | 48 (15 spotkań, 2009)        |
| Najwięcej przyłożeń (jeden zawodnik)  | 9 - Bryan Habana (2005)      |
| Najwięcej podwyższeń (jeden zawodnik) | 32 - Morné Steyn (2009)      |
| Najwięcej karnych (jeden zawodnik)    | 33 - Derick Hougaard (2007)  |
| Najwięcej drop-goali (jeden zawodnik) | 11 - Morné Steyn (2009)      |

## Wyniki w sezonie

### Super 12
| Wyniki w Super 12 |         |                     |       |      |      |       |       |         |               |               |                                                                |
| Rok               | Miejsce | Rozegrane spotkania | Zwyc. | Rem. | Por. | Pkt.+ | Pkt.- | Pkt.+/- | Pkt. bonusowe | "Duże" punkty | Playoffy                                                       |
| 1996              | 4.      | 11                  | 8     | 0    | 3    | 329   | 208   | +121    | 6             | 38            | Jako Północny Transvaal, porażka w półfinale z Auckland Blues. |
| 1997              | 8.      | 11                  | 3     | 3    | 5    | 264   | 342   | -78     | 4             | 22            | Jako Blue Bulls (Północny Transvaal).                          |
| 1998              | 11.     | 11                  | 3     | 0    | 8    | 249   | 306   | -57     | 4             | 16            |                                                                |
| 1999              | 12.     | 11                  | 1     | 0    | 10   | 203   | 447   | -244    | 3             | 7             |                                                                |
| 2000              | 11.     | 11                  | 1     | 2    | 8    | 231   | 395   | -164    | 3             | 11            |                                                                |
| 2001              | 12.     | 11                  | 2     | 0    | 9    | 241   | 378   | -137    | 3             | 11            |                                                                |
| 2002              | 12.     | 11                  | 0     | 0    | 11   | 232   | 500   | -268    | 1             | 1             |                                                                |
| 2003              | 6.      | 11                  | 6     | 0    | 5    | 320   | 354   | -34     | 5             | 30            |                                                                |
| 2004              | 6.      | 11                  | 5     | 1    | 5    | 302   | 320   | -18     | 6             | 28            |                                                                |
| 2005              | 3.      | 11                  | 7     | 0    | 4    | 301   | 229   | 72      | 6             | 34            | Porażka w półfinale z Waratahs.                                |

### Super 14

Ustawienia meczowe Bulls i Sharks przed meczem finałowym w 2007 roku

| Wyniki w Super 14 |         |                     |       |      |      |       |       |         |               |               |                                  |
| Rok               | Miejsce | Rozegrane spotkania | Zwyc. | Rem. | Por. | Pkt.+ | Pkt.- | Pkt.+/- | Pkt. bonusowe | "Duże" punkty | Playoffy                         |
| 2006              | 4.      | 13                  | 7     | 1    | 5    | 355   | 290   | 65      | 8             | 38            | Porażka w półfinale z Crusaders. |
| 2007              | 1.      | 15                  | 11    | 0    | 4    | 435   | 254   | 181     | 6             | 42            | Zwycięstwo nad Natal Sharks.     |
| 2008              | 10.     | 13                  | 6     | 0    | 7    | 324   | 347   | -23     | 4             | 28            |                                  |
| 2009              | 1.      | 15                  | 12    | 0    | 3    | 435   | 311   | 124     | 6             | 46            | Zwycięstwo nad Chiefs.           |